# اريك لاكروا
اريك لاكروا هو لاعب هوكي الجليد كندي، ولد في 15 يوليو 1971 في مونتريال في كندا.

## وصلات خارجية
- اريك لاكروا على موقع دوري الهوكي الوطني (الإنجليزية)
- اريك لاكروا على موقع EliteProspects.com (الإنجليزية)
- اريك لاكروا على موقع HockeyDB.com (الإنجليزية)
- اريك لاكروا على موقع Hockey-Reference.com (الإنجليزية)